# ファントムフォース
『ファントムフォース』（原題：PHANTOM FORCE）は、アメリカ合衆国のテレビ映画。

## キャスト
| 役名             | 俳優                 | 日本語吹替 |
| ---------------- | -------------------- | ---------- |
| デュプリー       | リチャード・グリエコ | 牛山茂     |
| ジャック・ババロ | ナイジェル・ベネット | 麦人       |
| ポッツ           | タンジ・ミラー       | 落合るみ   |
| カトラー         | ジム・ファイフ       | 伊藤栄次   |
|                  | ジーナ・ゲリング     |            |
|                  | タイロン・ピンカム   |            |

- その他の声の吹き替え：廣田行生／高瀬右光／水野千夏／白熊寛嗣／古澤徹／佐藤晴男／前島貴志／多緒都／加藤将之／赤井路子